# 노지마 아키오
노지마 아키오(野島 昭生, のじま あきお, 1945년 4월 6일 - )는 일본의 남자 성우다. 시그마 세븐 소속 도쿄도 니시토쿄시 출신.
대표작은 『학원전기 무료우』(무라타 하지메), 『Zoids Fuzors』(RD), 『BECK』(타이라 요시유키), 『갑충왕자 무시킹 숲의 주민의 전설』(소마), 『작안의 샤나』(사토 케이사쿠), 게임「진 삼국무쌍」시리즈(육손) 등...
도쿄도립 이쿠사 고등학교 졸업.극단 동예, 도쿄배우생활협동조합을 거쳐 1989년에 시그마 세븐으로 이적하였다.
1977년부터 1986년까지 슬랩스틱의 리더 베이시스트(당초 기타 담당으로 나중에 파트가 바뀌었다)로도 활약했다.

## 출연작품

### TV 애니메이션
1964년
- 빅X

1966년
- 레인보우전대 로빈 (미케론)

1968년
- 거인의 별 (토오노 다이조의 운전사)

1969년
- 어택No.1 (미무라 슈조)

1970년
- 붉은 피의 일레븐 (야지마 사이조)
- 내일의 죠
- 폭발 고로

1971년
- 아파치 야구군 (다니)
- 사루토비 엣짱 (오히라)

1972년
- 아스트로 강가 (브래스터99/아스팔터, 오야마 지로)
- 데빌맨(드랑고)

1974년
- 유도찬가
- 무당벌레의 노래
- 허리케인 포리마
- 황야의 소년 이사무

1975년
- 돈 척 이야기

1976년
- 엄마찾아 삼천리 (로키)

1977년
- 미국 너구리 라스칼 (칼 마티)
- 합신전대 메칸더 로보 (시키시마 류스케)
- 신・거인의 별 (다부치 고이치
- 무적초인 점보트3 （神一太郎、ズブター）

1978년
- 집없는 아이 (포톤)
- 잇큐씨 (이와카제 감독)
- 보물섬 (아브라함 그레이)
- 무적강인 다이탄3 (나레이터)

1979년
- 과학모험대 탠서 5 (아카이 다이치)
- 은하철도999 (청년 나바아로)
- 베르사이유의 장미 (베르나르 샤틀레)

1980년
- 철완아톰(제2작) (탭)
- 무적로보 트라이더 G7 (가와무라)

1981년
- Dr.슬럼프 아레레짱
- 괴물군
- 은하선풍 브라이거
- 다케토리모노이야기 1000년여왕
- 육신합체 갓마즈
- 천하무적 멍멍기사

1982년
- 장난꾸러기 신 이야기 코로코로 포론
- 파타리로!
- 마경전설 아크로번치

1983년
- 아공대작전 스랑글
- 이가노 카바마루
- 은하질풍 사스라이거
- 장갑기병 보톰즈
- 이상한 나라의 앨리스
- 프라레스 산시로
- 만화 일본사

1984년
- 왔다! 뚱냥이
- 신기한 코알라 블링키
- 후타리 타마
- 북두의 권
- 목장소녀 캐트리
- 마법의 요정 페르샤

1985년
- 프로골퍼 사루
- 내일 날씨는 맑음

1986년
- 애소녀 폴리아나 이야기
- 우주선 사지타리우스
- 청춘 애니 전집
- 세인트 세이야

1987년
- 오즈의 마법사

1988년
- 그림명작 동화 「수염의 왕」

1991년
- 요코야마 미쓰테루의 삼국지

1992년
- 장화신은 고양이의 모험

1993년
- 무책임함장 테일러
- 유유백서

1995년
- H2 (다케무라)

1996년
- 명견 래시
- 바람의 검심 -메이지 검객 낭만기-

1998년
- 쾌걸증기탐정단
- 닥터 슬럼프
- 유희왕

1999년
- THE 빅오

2000년